# Cristóbal Bencomo y Rodríguez
Cristóbal Bencomo y Rodríguez, född 30 augusti 1758 i San Cristóbal de La Laguna, död 15 april 1835 i Sevilla, var en spansk präst, confessor åt kung Ferdinand VII av Spanien.
Han utsågs till titulärärkebiskop av Heraclea av påven Pius VII. Bencomo var den drivande kraften bakom skapandet av Universitetet i La Laguna (det första på Kanarieöarna) och skapandet av San Cristóbal de La Laguna katolska stift. Han var en av de viktigaste personerna i den spanska katolska kyrkan.
År 1818 utsåg Ferdinand VII honom till storinkvisitor av Spanien, men han avböjde. Bencomo tilldelades Karl III:s ordens storkors.